# 光華陳妃
光華陳妃（？—1646年），明朝福建漳州府宁洋县（今福建省漳平市双洋镇）人，唐王世子朱器墭的夫人。
在朱器墭的儿子朱聿键在南明继位为皇帝，当时朱器墭的正妻张氏和朱聿键的生母毛氏已经去世，于是朱聿键尊陳氏为太妃。她的哥哥陈纯官至中书舍人。隆武二年八月廿八（1646年10月6日），逃到汀州的隆武帝朱聿键被清军追至，遇害。光華陳妃和金华人沈太嫔、陳妃的母亲蒋氏和哥哥陈纯夫妇同时被杀，百姓把他们葬在罗汉岭，刻碑以识。